# Prée-d’Anjou
Prée-d’Anjou község Franciaország Loire mente régiójában, Mayenne megyében. Új községként 2018. január 1-jén jött létre Laigné és Ampoigné korábbi községek egyesítésével. Az egyesüléskor az új község lélekszáma 1452 fő lett. Lakosainak száma 1392 fő (2022. január 1.).

## Népesség
| Lakosok száma | 1430 | 1421 | 1407 | 1393 | 1389 | 1380 | 1392 |
|               | 2015 | 2017 | 2018 | 2019 | 2020 | 2021 | 2022 |